# Olchowka (obwód królewiecki)
Olchowka (ros. Ольховка) – osiedle w Rosji, w obwodzie królewieckim, w rejonie gwardiejskim. W 2010 liczyło 247 mieszkańców.